# Moussa Koné (football, 1990)
Pour les articles homonymes, voir Moussa Koné et Koné.
Moussa Saib Koné, né le 12 février 1990 à Anyama, est un footballeur international ivoirien. Il évolue au poste de milieu de terrain.

## Biographie
Moussa Koné joue une poignée de matchs en Serie A italienne, et près de 200 matchs en Serie B. Il réalise sa meilleure performance lors de la saison 2012-2013, où il inscrit cinq buts en championnat.
Koné honore sa première sélection avec la Côte d'Ivoire le 10 août 2011, contre l'équipe d'Israël. Entré en jeu à la place de Yaya Touré en début de seconde mi-temps, il marque par la même son premier but d'international sur un service de Max-Alain Gradel, et contribue à une victoire 4-3.

## Palmarès

### En club
Pescara
- Serie B
  - Vainqueur en 2012.